# Лейнден
Лейнден (нід. Lijnden) — село в нідерландській провінції Північна Голландія. Входить до муніципалітету Гарлеммермер.
Його площа становить 7,46 км², а населення станом на 2021 рік складало 865 осіб.
Перша згадка про населений пункт датується 1867 роком.

## Галерея

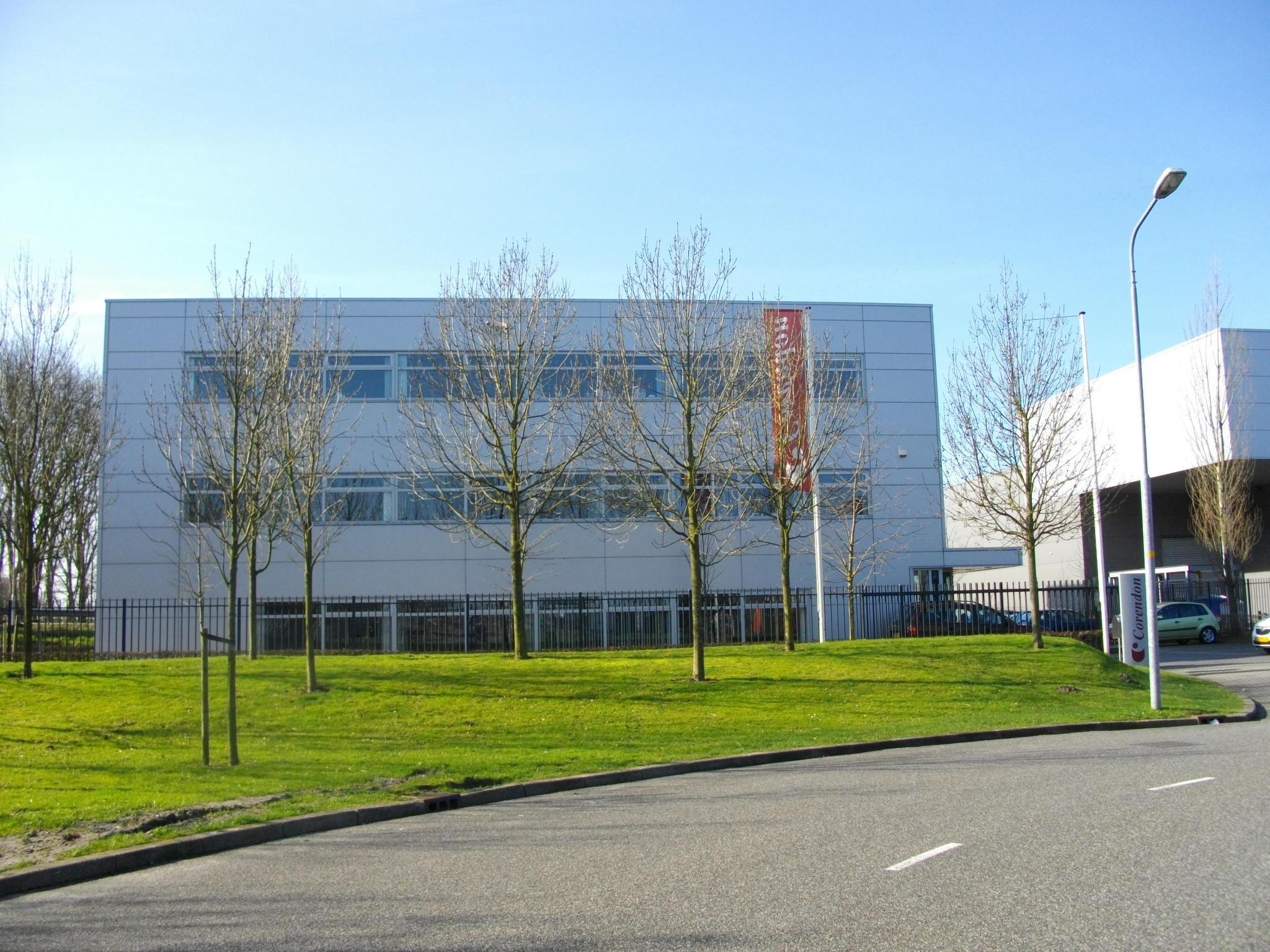
Головний офіс авіакомпанії Corendon Dutch Airlines та представництво Corendon Airlines
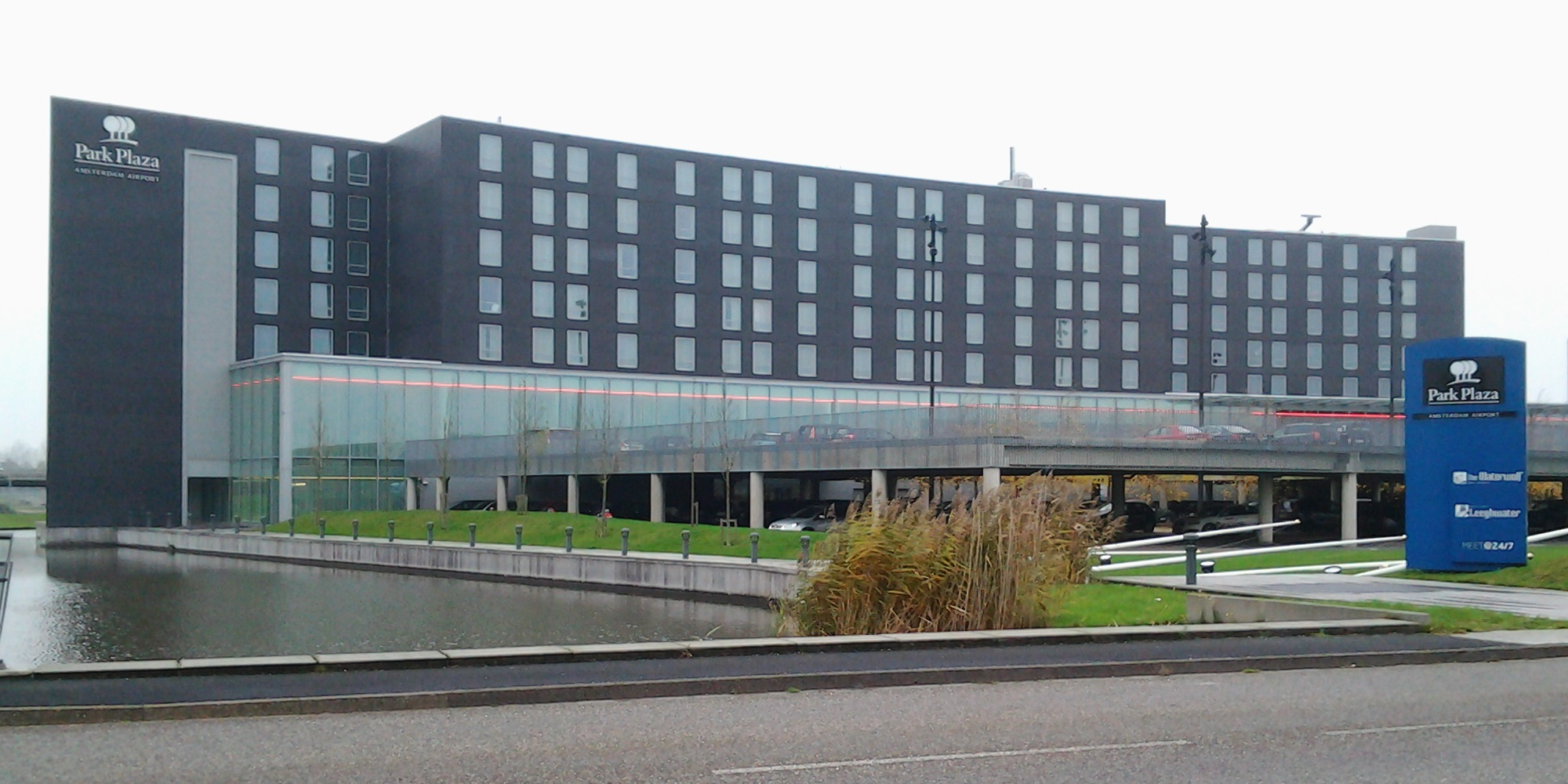
Готель у Лейндені
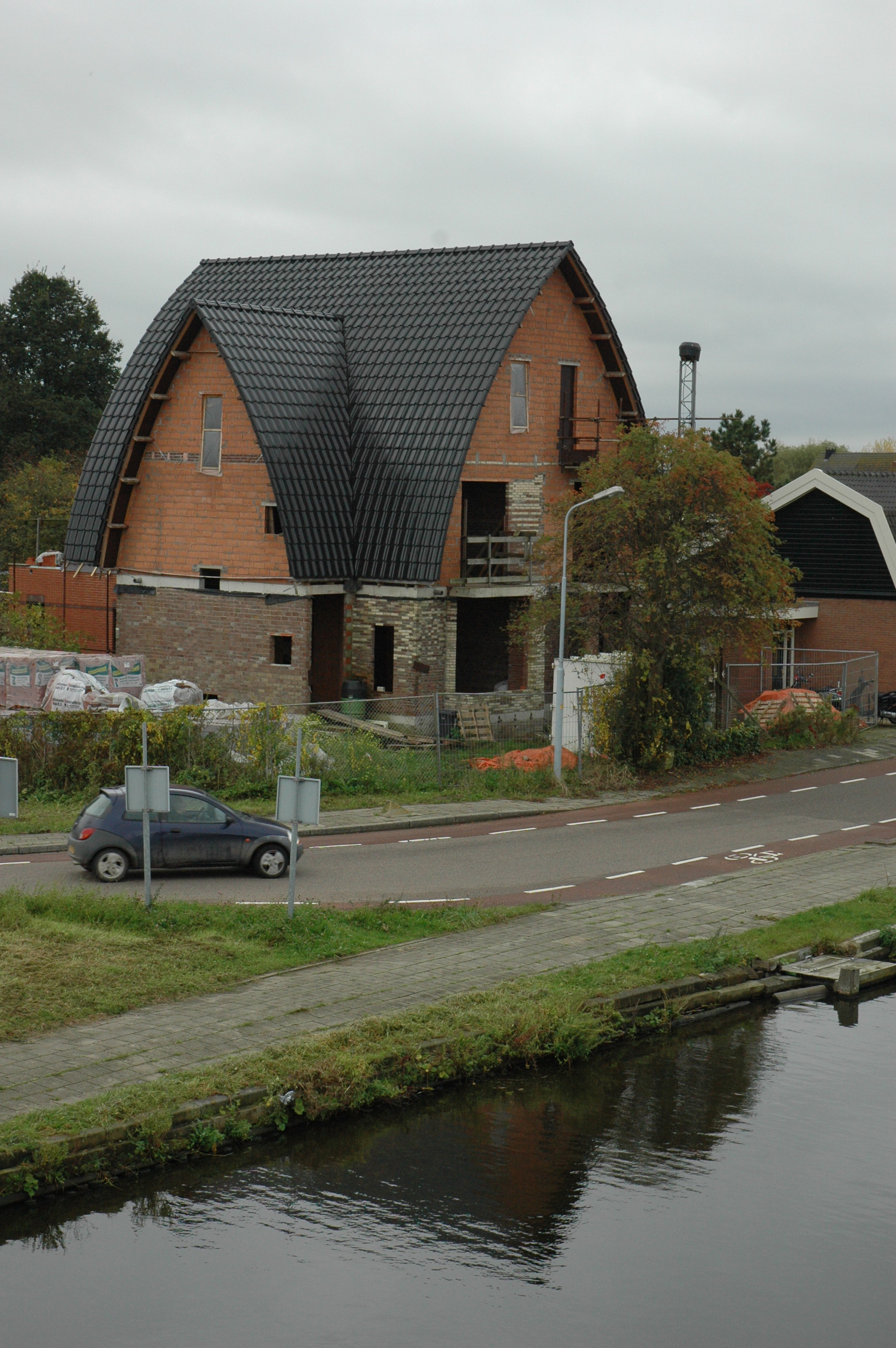
Сільський будинок
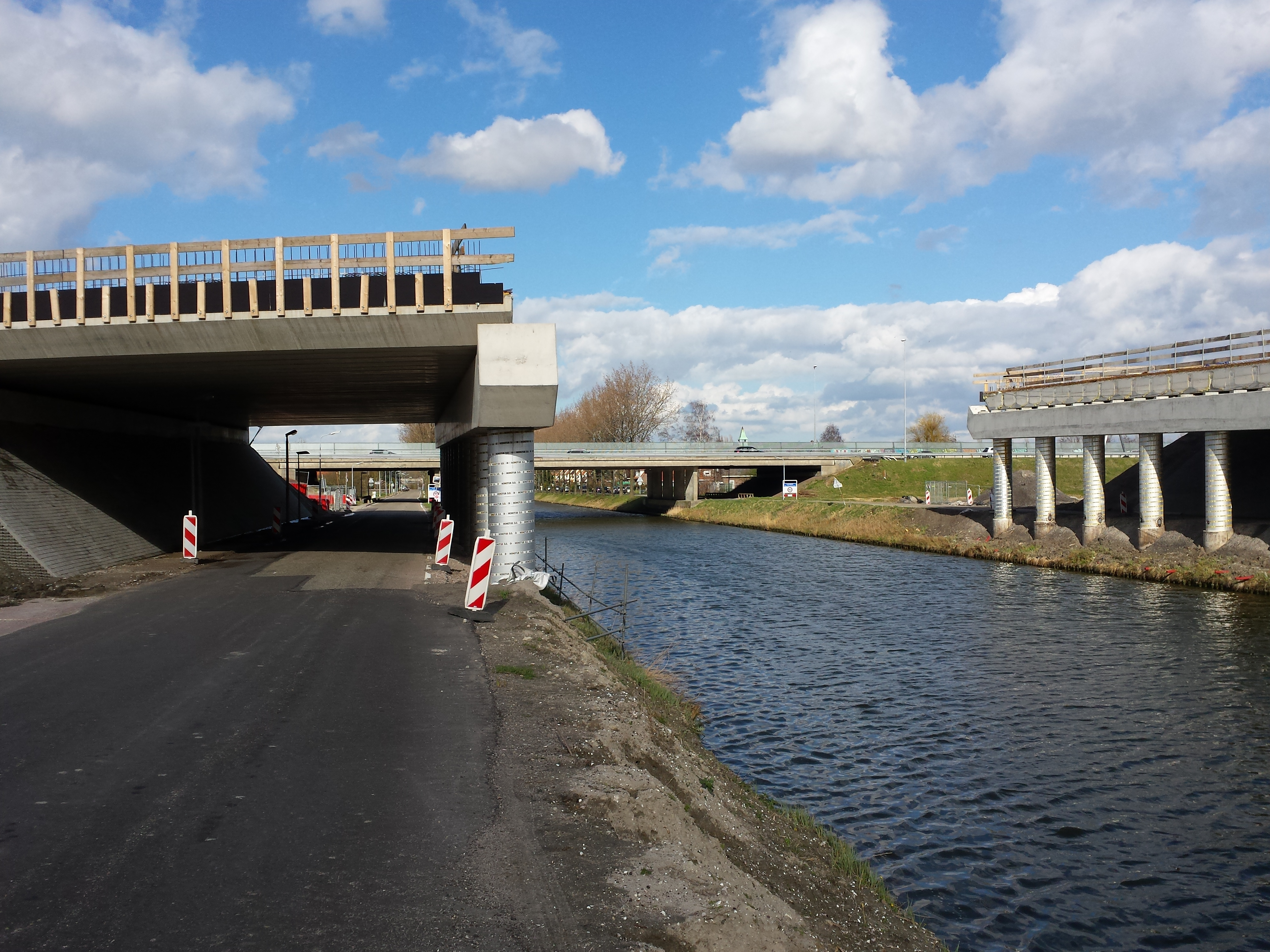
Будівництво дороги